# Clara Brown

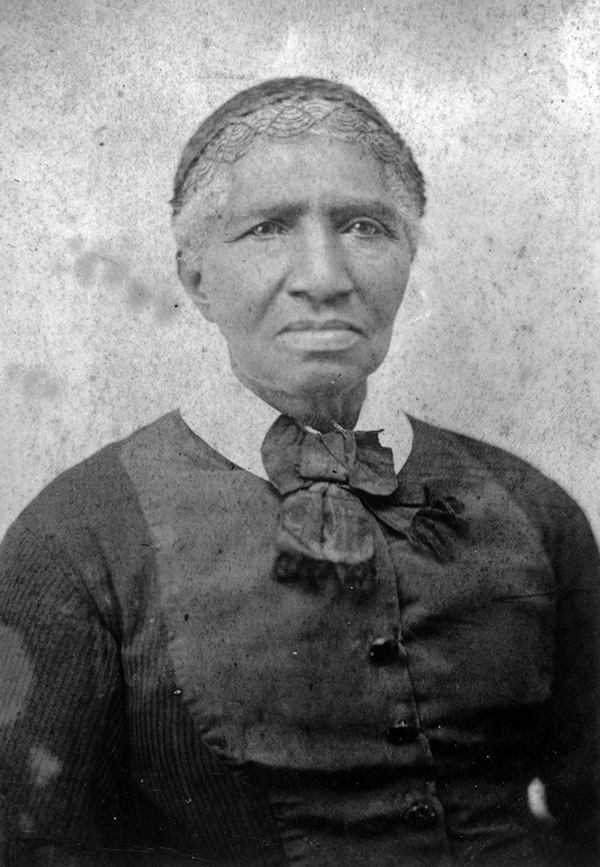
Clara Brown ca. 1875 – 1880

Clara Brown (* ca. 1800 – 1803 in Fredericksburg; † 23. Oktober 1885 in Denver) war eine US-amerikanische Sozialreformerin und Unternehmerin. Ursprünglich in die Sklaverei geboren, erlangte sie nach dem Tod ihres Besitzers die Freiheit und war die erste schwarze Frau, die am Goldrausch in Colorado teilnahm. Sie eröffnete die erste Wäscherei in Gilpin County, stiftete die erste protestantische Kirche in Central City und war unter dem zweiten Gouverneur Frederick Walker Pitkin Abgeordnete. Nach ihr ist der Aunt Clara Brown Hill in Gilpin County benannt.

## Leben

### Sklaverei
Clara Brown wurde als Sklavin in Fredericksburg geboren. Da für Sklaven oft keine Geburtstage aufgeschrieben wurden, wird ihr Geburtsdatum zwischen 1800 und 1803 angegeben. Zu einem unbestimmten Zeitpunkt in ihrer Kindheit wurde sie von ihrem Vater und den Geschwistern getrennt und gemeinsam mit ihrer Mutter an den Tabakfarmer Ambrose Smith aus Logan County in Kentucky verkauft. Bereits als Kind wurde sie für körperliche Arbeiten wie Wasserholen und auf dem Feld eingesetzt, später kam noch das Melken der Kühe hinzu. Die Smiths brachten ihr Lesen und Schreiben bei und nahmen sie oft in Gottesdienste mit. Im Jahr 1818 heiratete sie den Zimmermann Richard, einen weiteren Sklaven Ambrose Smiths, und bekam vier Kinder mit ihm: Richard, Margaret und die Zwillinge Eliza Jane und Paulina Ann. Letztere ertrank bereits als Kind.
Im Jahr 1835 starb Smith und sein Eigentum wurde auf einer Auktion versteigert. Dazu gehörten auch die Sklaven, die nach damaligem Recht lediglich Besitz waren. Clara Browns Ehemann und Sohn wurden zusammen an die Inhaber einer Baumwollplantage verkauft, ihre Töchter, 13 und 11 Jahre alt, gerieten an verschiedene Besitzer. Sie selbst wurde von George Brown ersteigert, der sie nach kurzer Zeit „Tante Clara“ nannte und ihr seinen eigenen Nachnamen gab.
In ihren 50er-Jahren erlangte Clara Brown mit Hilfe ihrer Besitzer die Freiheit. In der damaligen Zeit mussten befreite Sklaven innerhalb eines Jahres Kentucky verlassen, weil sie ihre Freiheit sonst wieder verloren. Mit Hilfe der Browns erhielt sie eine Anstellung als Köchin bei einem Freund der Familie, Jacob Brunner, der in St. Louis, Missouri lebte. Über Bekannte erfuhr sie schließlich, dass ihr Ehemann und ihre Tochter Margaret gestorben waren, während ihr Sohn Richard so oft verkauft wurde, dass sich seine Spur verlor. Damit war lediglich ihre Tochter Eliza Jane noch am Leben.

### Colorado-Goldrausch
Bis 1855 lebte und arbeitete Clara Brown bei den Brunners und begleitete sie anschließend nach Leavenworth in Kansas. Da zu dieser Zeit viele Leute gen Westen zogen, hoffte sie in Kansas eine Spur ihrer Tochter Eliza zu finden. Die Brunners, die zwei Jahre später nach Kalifornien zogen, halfen ihr bei der Eröffnung einer Wäscherei in Leavenworth, die sie von 1855 bis 1859 betrieb. Als der Goldrausch in Colorado ausbrach, heuerte Clara Brown als Wäscherin und Köchin auf einem Planwagenzug an und begleitete die Goldsucher, weiter in der Hoffnung, im Westen ihre Tochter zu finden. Sie war die einzige schwarze Mitreisende des Zugs und ist damit die erste bekannte schwarze Frau, die am Goldrausch in Colorado teilnahm.

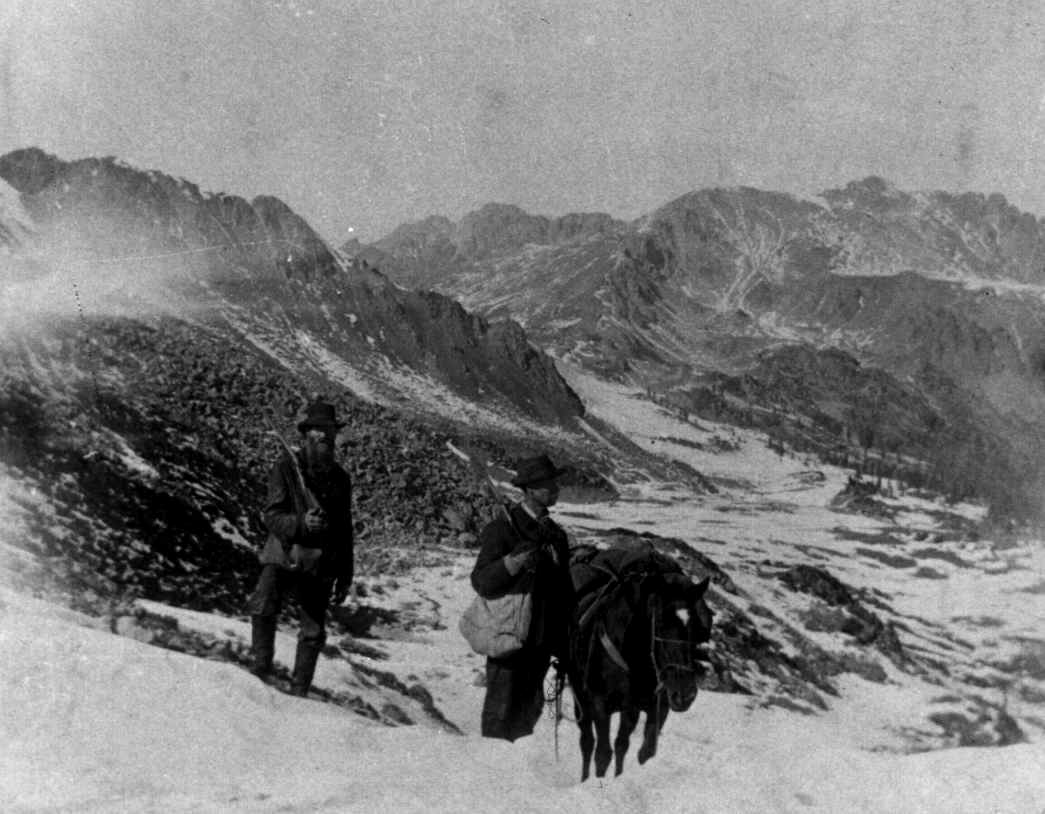
Goldgräber am Pike’s Peak während des Goldrauschs in Colorado, ca. 1858

Nach ihrer Ankunft in Cherry Creek, das heute zu Denver gehört, tat sich Brown mit dem Ehepaar Howard zusammen, das gemeinsam mit ihr angereist war, und eröffnete mit ihnen eine Bäckerei mit Restaurant. Da es in der Siedlung noch keine Kirche gab, stellte sie ihre eigene Hütte für Gottesdienste zur Verfügung. Als um 1860 Neuigkeiten von größeren Goldfunden weiter westlich aufkamen und viele Schwarze, sowohl Freie als auch Sklaven mit ihren Besitzern, dorthin strömten, hoffte Brown erneut, eine Spur ihrer Tochter zu finden. Da Schwarze nach wie vor keine Fahrkarten kaufen durften, wurde Clara Brown von einem weißen Bekannten nach Central City mitgenommen, dem Zentrum des Goldrauschs.
Dort angekommen, eröffnete Brown die erste Wäscherei Gilpin Countys, die schnell Profit abwarf. Zusätzlich arbeitete sie gegen Entgelt als Hebamme, Köchin und Kindermädchen. Für verletzte Goldsucher und Bergleute stellte sie ihre Hütte als Krankenlager zur Verfügung und versorgte sie medizinisch. Als erste schwarze Frau in Gilpin County und einzige Krankenpflegerin wurde sie rasch zu einer lokalen Berühmtheit und wurde „Tante Clara“ genannt. Um 1866 hatte sie durch ihre Arbeit und geschickte Investitionen in Minen und Immobilien in Denver und Boulder 10.000 Dollar Vermögen erwirtschaftet, was einem heutigen Wert von etwa 1.000.000 Dollar entspricht.

### Soziale Aktivitäten und Auffinden ihrer Tochter
Im Jahr 1869 reiste Clara Brown noch einmal nach Kentucky, um nach ihrer Tochter zu suchen. Zwar blieb die Suche erfolglos, doch kehrte sie mit 16 befreiten Schwarzen zurück, denen sie half, als Freie in Colorado Fuß zu fassen. Sie nutzte ihr Vermögen, um die schwarze Gemeinschaft zu unterstützen, beherbergte Neuankömmlinge in ihren Häusern und finanzierte jungen Schwarzen ein Studium. Zusätzlich gründete sie einen Fonds für den Bau der St. James Methodist Church, die am 21. Juli 1872 eingeweiht wurde. Auch die Gründung einer römisch-katholischen Kirche wurde von ihr finanziell unterstützt. Gouverneur Frederick Walker Pitkin beauftragte sie schließlich persönlich mit der Verteilung von Geldern, die die Bürger Colorados für schwarze Flüchtlinge aus dem repressiven Süden, u. a. Kansas, bereitgestellt hatten.
Als während eines Brandes im Jahr 1873 ein Großteil ihrer Immobilien zerstört wurde, verlor Clara Brown viel Geld und war gezwungen, ihre Minen zu verkaufen. Hinzu kamen gesundheitliche Probleme. Der Arzt diagnostizierte eine Herzkrankheit und riet ihr, aus dem Gebirge weg und nach Denver zu ziehen, um ihre Gesundheit zu schonen. Durch ihr soziales Engagement hatte Brown sich viele Freunde gemacht und die Bürger von Denver unterstützten sie dabei, Unterkunft und medizinische Versorgung zu geringen Preisen zu erhalten. Etwa Anfang 1882 erfuhr Brown schließlich über eine Brieffreundin, dass ihre Tochter Eliza Jane in Council Bluffs in Iowa lebte. Mit Geld, Kleidung und Medikamenten von ihren Freunden konnte Brown im März 1882 zu Eliza Jane reisen und ihre Enkelin kennenlernen. Die Wiedervereinigung von Mutter und Tochter nach fast 50 Jahren Trennung erregte solches Aufsehen, dass die Zeitungen The Council Bluffs Nonpareil und The Denver Republican am 4. März darüber berichteten.

### Tod
Im Sommer 1885 war Clara Browns Herzerkrankung fortgeschritten, sodass der Arzt ihre Lebenserwartung auf nur noch wenige Monaten schätzte. Ihre Freunde kontaktierten deshalb Eliza Jane, die zu ihrer Mutter reiste, um sich um sie zu kümmern. Am Abend des 23. Oktobers 1885 starb Clara Brown im Alter von 82 Jahren. Ihre Bestattung wurde von der Society of Colorado Pioneers organisiert und während des Gottesdienstes sang der Chor der Zion Baptist Church, der ersten schwarzen Kirchengemeinde Colorados. An ihrer Beerdigung nahmen neben Freunden auch der Gouverneur Benjamin Harrison Eaton und Denvers amtierender Bürgermeister teil, ein Zeichen für das Ansehen, das sie genoss. Sie wurde auf dem Riverside Cemetery in Denver bestattet.

## Würdigungen
Bereits 1884, ein Jahr vor ihrem Tod, wurde Clara Brown von der Gemeinde in Denver in die Society of Colorado Pioneers aufgenommen. Auf einer Gedenktafel der St. James Methodist Church wird Clara Brown als diejenige genannt, in deren Haus früher die Gottesdienste stattfanden.
1989 wurde Clara Brown in die Colorado Women's Hall of Fame aufgenommen, am 27. Januar 2022 schließlich auch in die Colorado Business Hall of Fame.
Im Jahr 2003 wurde die Oper Gabriel’s Daughter, die auf Clara Browns Leben beruht, in der Central City Opera uraufgeführt. Dort steht auch ein ihr gewidmeter Gedenkstuhl. Ihr Leben wird in der preisgekrönten Dokumentation Clara, Angel of the Rockies von 2017 behandelt.
2012 wurde der zuvor als Negro Hill bekannte Hügel außerhalb von Central City ihr zu Ehren in Aunt Clara Brown Hill umbenannt.
In der Rotunde des Colorado State Capitol ist Clara Brown in einem Buntglasfenster dargestellt. Im National Museum of African American History and Culture steht ihre Statue.

## Weiterführende Literatur
- Roger Baker: Clara. An Ex-Slave in Gold Rush Colorado. Black Hawk Publishing 2003, ISBN 0-9728917-0-6